# Tom yum goong
Tom yum goong es una película del año 2005 hecha en Tailandia dirigida por Prachya Pinkaew y que cuenta con Tony Jaa y Petchtai Wongkamlao como protagonistas.

## Sinopsis
Durante mucho tiempo el emperador de Tailandia se ha desplazado montando sobre el lomo de un elefante, el animal más fuerte e inteligente que conocen en el país, al punto de ser respetado y amado por las personas, quienes han llegado a olvidar que no son seres humanos.
Para preservar la figura del emperador y de su animal sagrado, el elefante, desde la antigüedad han existido los cuatro Jabalangs, guerreros que se ubican al lado de cada pata para proteger a su señor. Los jabalangs no son sólo guardaespaldas; su tradición es tan antigua que su Muay thai es el más poderoso y letal que existe. Además de protegerlo, también son los encargados de criar y educar al elefante.
Actualmente sólo queda un Jabalang en todo el país y ha enseñado todo lo que sabe a su hijo Kham, tanto en el combate como en la crianza de su elefante, a quien el joven ve como su hermano. Un día, con la esperanza de ser honrados al aceptarlo el rey como su montura, lo llevan a la ciudad donde es robado junto con Korn, su cría, por un grupo de contrabandistas que lo vende a un negocio de comidas ilegales en el barrio asiático de Sídney.
Ahora Kham está furioso. Ha perdido a quien ha sido como su hermano desde pequeño y su padre casi muere en el proceso. Decidido viaja a Australia donde buscará a los responsables sin importar nada, enfrentándose con las técnicas de sus ancestros a peleadores callejeros, luchadores vietnamitas, espadachines shaolin, maestros de capoeira, gigantes de la lucha libre y muchos otros, quienes pondrán a prueba su fuerza, resistencia y decisión.

## Personajes
Kham (Tony Jaa): Es el protagonista de la historia, desde joven ha sido educado por su anciano padre en el arte del muay thai, viviendo bajo la filosofía de que no hay diferencia entre humanos y elefantes. Por ello, cuando su padre y él son engañados para robar su elefante, se dirige a Australia tras la pista de los ladrones para rescatar a su "hermano". A pesar de lo poderoso de su técnica, aún desconoce el principio básico que hace la diferencia entre un practicante del muay y un Jabalang, ya que según le ha dicho su padre, este debe aprenderlo por sí mismo.
Sargento Mark (Petchtai Wongkamlao): Un policía tailandés del barrio asiático de Sídney, honesto, aunque no siempre sigue las reglas ya que su principal objetivo es mantener unidos a los asiáticos en esa tierra ajena. Es el típico estereotipo del sujeto del barrio a quien todos hacen y piden favores, ya que saben que pueden contar con él. Cuando comienza a investigar el Toom-Yum-Goong y decide ayudar a Kham, es inculpado de un asesinato ordenado por Madame Rose, por ello, debe huir junto con Kham para investigar y descubrir a los verdaderos culpables.
Pla (Bongkoj Khongmalai): Una joven tailandesa que es obligada a prostituirse, se ve involucrada cuando conoce a Kham e intenta protegerlo de Johnny. Poco después es llamada un encuentro donde el cliente es asesinado inculpando a Mark. Ella, como única testigo y poseedora de las pruebas necesarias, deberá huir de sus antiguos patrones junto con Kham y Mark, sus nuevos protectores.
Madame Rose (Xing Jin): Originalmente era el primogénito de la familia encargada de la mafia china en Sídney, pero por ser un transexual se ganó el desprecio de la cabeza de la familia, quien la puso a cargo del Toom-Yung-Goong, un restaurante de comidas exóticas ilegales que maneja usando a Johnny como cubierta. Ahora desea hacerse con el poder, por lo que asesinará a quien se interponga, sea aunque sea su propia familia. Posee gustos exóticos que rayan en lo extravagante, por ello, en su restaurante se sirven platos hechos con animales raros de todo el mundo y tiene una sala secreta donde solo entran miembros VIP para también vender a las mujeres como prostitutas. Fue, además, quien ordenó el robo del elefante de Kham en Tailandia.
Johnny (Johnny Tri Nguyen): Un joven vietnamita que simula estar a cargo del Toom-Yung-Goong, excelente peleador con poderosas patadas. Tiene bajo su control no solo a las más selectas prostitutas de la ciudad, sino además a las pandillas callejeras más salvajes, quienes ante su llamado se presentan a pelear contra quien él diga.
TK (Nathan Jones): Un poderoso luchador y practicante del fisicoculturismo al servicio de Madame Rose, muy salvaje y violento, prácticamente no habla ya que prefiere la acción. Su estado físico es tal, que cuando Kham intenta golpearlo no logra nada más allá de unos arañazos; posee una banda de camaradas de muy similares características, solo un par de ellos puede levantar fácilmente objetos de varias toneladas.
- Datos: Q471911